# Portugals flag
Portugals flag er vertikalt delt i et grønt og et rødt felt (regnet fra stangen) i breddeforholdet 2:3, og belagt med statsvåbnet. Våbnet, som er kongehusets Braganças våben i modificeret form, viser et rødt hovedskjold belagt med 7 gyldne kasteller; i hovedskjoldet et midtskjold med 5 korsstillede blå skjold på sølvbund, hvert af de 5 skjolde belagt med 5 cirkelrunde skiver i sølv, som symbol på Kristi sår. Bag våbenskjoldet ses en gylden armillarsfære, et astronomisk instrument som skal minde om de store sørejser portugiserne gennemførte. 
Farverne grøn og rød blev indført ved den republikanske revolution i 1910. Før revolutionen var Portugals flag blåt og hvidt, farver som efter revolutionen blev anset for både monarkiske og religiøse og dermed uaktuelle som farver i republikkens nye flag. I Portugal, som i resten af den katolske verden, knyttes den blå farve specielt til jomfru Maria. Rød og grøn var farverne landets republikanske parti havde ført siden begyndelsen af 1890-tallet. Efter at monarkiet var styrtet i revolutionen i 1910, blev disse farver også efter en god del diskussion valgt til republikkens flag. Farverne fik da en patriotisk, frem for den direkte republikanske, fortolkning. Efter dette blev grønt forklaret for at stå for nationen, mens rødt står for blodet for alle dem som har kæmpet for fædrelandet. Flaget blev formelt vedtaget 30. juni 1911.
De kongelige portugisiske farver blå og hvid findes nu i Azorernes flag.

## Nærmere om flagets dimensioner
Portugals flag er i størrelsesforholdet 2:3. Det er et af få nationalflag i verden, som består af vertikaldelte felter i ulige størrelser. Flagdugen er delt på en sådan måde, at den grønne del udgør to femdele af dugens længde, mens de resterende tre femdele optages af den røde del. Rigsvåbnet er sat over delelinjen mellem flagets to felter. Det skal udgøre halvdelen af flagets bredde (højde). 

## Flagets funktioner
Portugals flag opfylder funktionen som koffardiflag, statsflag både til søs og på land, samt orlogsflag til søs. Søværnet fører efter dette Portugals flag på samme måde som landets civile handelsskibe. Orlogsgøsen er kvadratisk og har rigsvåbnet på rødt felt med grøn ramme rundt om. Portugals landmilitære styrker fører eget flag, delt i lige brede grønne og røde felter, og med en større version af rigsvåbnet i midten.

## Præsidentflag
Republikken Portugals præsident fører grønt flag med rigsvåbnet i midten. 
- Wikimedia Commons har flere filer relateret til Portugals flag